# Jeppener
Jeppener est une localité de la partido de Brandsen dans la province de Buenos Aires en Argentine.
La population était de 2 496 habitants en 2010.
On y trouve une usine PSA qui produit des pièces pour automobile.